# 朝阳镇 (辉南县)
朝阳镇，是中华人民共和国吉林省通化市辉南县下辖的一个乡镇级行政单位。

## 行政区划
朝阳镇下辖以下地区：
桦树村、高集岗村、马家岭村、林家沟村、武家屯村、长青村、永胜村、红旗村、日光村、王家屯村、平安村、郭船口村、长胜村、金山村、团结村、兴德村、向阳村和新胜村。